# Kyūshū Q1W
Kyūshū Q1W Tokai (東海 Wschodnie Morze) – japoński samolot zwalczania okrętów podwodnych (ZOP) z okresu II wojny światowej zaprojektowany dla Japońskiej Cesarskiej Marynarki Wojennej.  Był to pierwszy samolot japońskiej Marynarki zaprojektowany specjalnie do zadań ZOP.  W czasie wojny nosił amerykańską nazwę kodową Lorna.

## Tło historyczne
Japonia rozpoczęła wojnę bardzo słabo przygotowana do ochrony własnej żeglugi towarowej przez atakami nieprzyjaciela.  Pomimo że Japonia polegała w znacznej mierze na imporcie wielu produktów strategicznych (szacowano, że w czasie wojny zapotrzebowanie Japonii na importowane dobra i towary będzie wynosiło sześć milionów ton) to do ochrony statków handlowych przeznaczono zbyt małe siły źle wyposażonych okrętów operujących według źle wyznaczonej doktryny.  Początkowy brak sukcesów amerykańskich okrętów podwodnych (spowodowany złą taktyką i poważnymi wadami torped) spowodował, że dowództwo Marynarki Japońskiej zbyt długo ignorowało to zagrożenie.  Dopiero poważne straty marynarki handlowe w 1943 (zatopiono statki o łącznym tonażu ponad dwóch milionów ton) spowodowały, że japońska admiralicja zaczęła prowadzić bardziej stanowcze działania zmierzające ku poprawieniu ochrony własnej marynarki handlowej.
W 1942 admiralicja japońska zwróciła się do Kyūshū Hikōki o zaprojektowanie specjalnego samolotu przeznaczonego do zwalczania okrętów podwodnych.  Według specyfikacji 17-Shi, miał być to trzymiejscowy samolot o dużej długotrwałości lotu i będący w stanie atakować okręty podwodne z lotu nurkowego, dodatkowym wymaganiem admiralicji było aby samolot ten powstał jak najszybciej.  Aby sprostać tym wymaganiom, główny projektant samolotu inżynier Nojiri zdecydował się stworzyć samolot o prostej konstrukcji skrzydeł ze stałą zbieżnością krawędzi natarcia i spływu.  Konfiguracja samolotu przypominała niemieckiego Ju 88 z dużą, przeszkloną kabiną załogi mieszczącą wszystkich członków załogi co ułatwiało ich komunikację i dawało znakomitą widoczność.
Krótkie oznaczenie Marynarki, które otrzymał samolot, Q1W, to kolejno „samolot patrolowy” (Q), pierwszy samolot tego typu (1) oraz producent (W).

## Opis konstrukcji

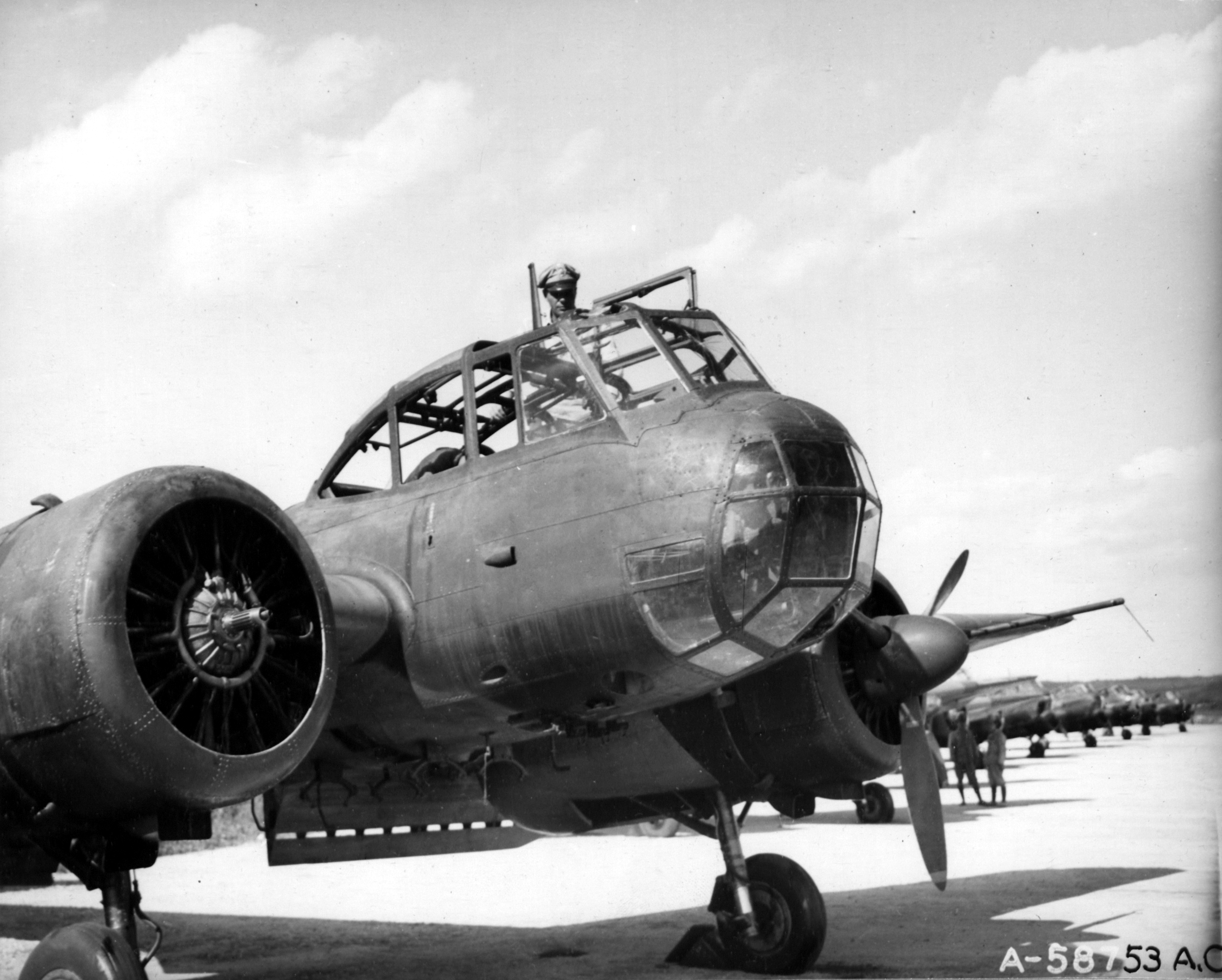
Kyūshū Q1W Tokai po kapitulacji Japonii w 1945

Kyūshū Q1W1 był dwusilnikowym dolnopłatem o konstrukcji metalowej.  Samolot miał podwozie klasyczne, wciągane z locie z kołem ogonowym.  Napęd stanowiły 9-cylindrowe, chłodzone powietrzem silniki gwiazdowe typu Hitachi GK2C Amakaze 31 o mocy startowej 610 KM i mocy 480 KM na wysokości 1500 metrów z trójpłatowymi śmigłami metalowymi o zmiennym skoku.
Samolot mierzył 12,085 metrów długości i 4,118 metrów wysokości, jego rozpiętość skrzydeł wynosiła 16 metrów, a powierzchnia nośna 28,21 metrów kwadratowych.  Masa własna wynosiła 3102 kilogramów, masa użyteczna 4800 kilogramów, a maksymalna masa startowa do 5318 kilogramów.  Prędkość maksymalna na wysokości 1340 metrów wynosiła 322 km/h, prędkość przelotowa 240 km/h na wysokości 1000 metrów.  Zasięg wynosił do 1342 kilometrów.
Załogę stanowiły trzy osoby, samolot uzbrojony był w pojedynczy, ruchomy karabin maszynowy Typ 92 kalibru 7,7 mm na tylnym, obronnym stanowisku strzeleckim i czasami w jedno lub dwa nieruchome działka Typ 99-2 kalibru 20 mm strzelające do przodu oraz w dwie bomby lub bomby głębinowe o masie 250 kilogramów każda.
Samolot był wyposażony w radar i wykrywacz anomalii magnetycznych.

## Historia
Prototyp został ukończony i oblatany we wrześniu 1943, jego właściwości pilotażowe zostały określone bardzo pozytywnie, a osiągi samolotu spełniały wymagania Marynarki.  Samolot wszedł do produkcji na początku 1944. Do końca wojny zbudowano tylko 153 samoloty tego typu.
Samoloty operowały z baz w Japonii, Tajwanie i w Chinach w osłonie konwojów przewożących do Japonii materiały strategiczne i ropę głównie z Holenderskich Indii Wschodnich.  Q1W nie sprawdziły się w roli samolotów ZOP głównie z powodu przewagi powietrznej sił amerykańskich - powolne i słabo uzbrojone defensywnie samoloty japońskie stanowiły łatwy cel dla amerykańskich myśliwców.
Oprócz modelu podstawowego Q1W1 (Q1W1 Tokai Model 11), samolot budowany był także w wersji Q1W2 (Q1W2 Tokai model 21) z drewnianym ogonem, planowano także produkcję wersji szkoleniowej Q1W2-K Tokain Ren o konstrukcji całkowicie drewnianej, ale ukończono tylko prototyp tego samolotu.
W czasie wojny nosił amerykańską nazwę kodową Lorna.